# 奥里诺科河
奥里诺科河（西班牙語：Río Orinoco），是南美洲主要河流之一，全长2,410公里，流域面积88万平方公里。南美洲第三大河，仅次于亚马孙河及巴拉那河。

## 語源學
这条河的名字源于哇撈語的“划船之地”一词，其本身也源于güiri（划船）和noko（那儿）等可通航的地方。

## 地理
奥里诺科河发源于委内瑞拉南部靠近巴西的帕里马山脉，上游向西北流去，并向南分出卡西基亚雷河注入内格罗河，从而直接沟通亚马孙河水系。流至瓜哈里博斯急流后进入中游，在圣费尔南多转而折向北，成为哥伦比亚和委内瑞拉的界河。自梅塔河注入后进入下游，自帕埃斯港起转而折向东北，最终注入加勒比海帕里亚湾。全河呈半圆形绕过圭亚那高原。
克里斯托弗·哥伦布在1498年8月1日首次发现奥里诺科河河口，但是其源头最终于1959年方才得到确认。奥里诺科河河口地区是重要的石油和沥青产区。

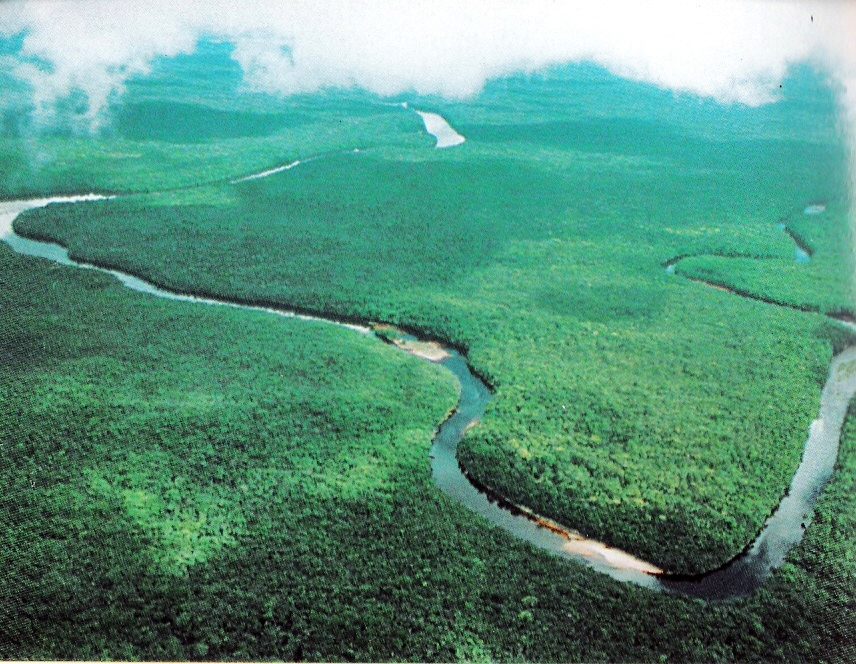
奧里諾科河的全景。

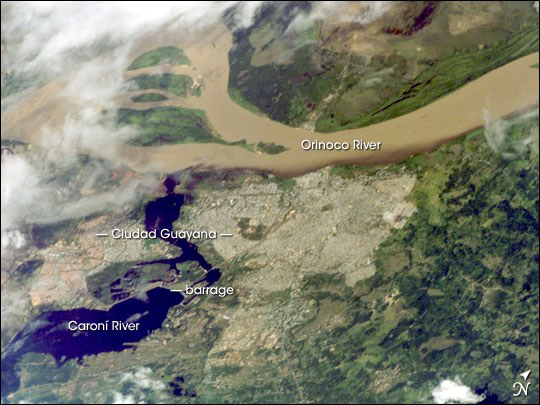
奧里諾科河，卡羅尼河合流

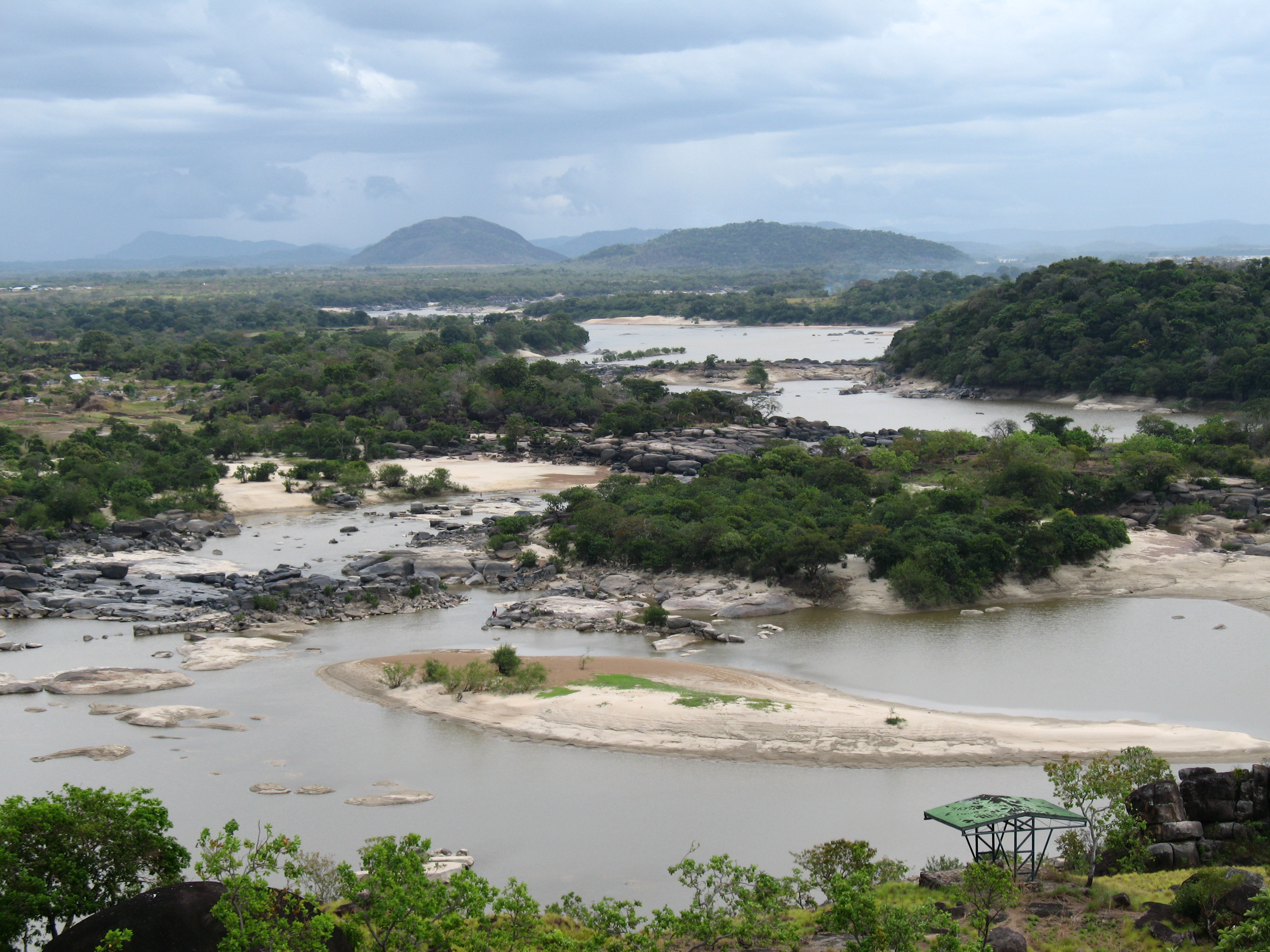
近波多黎各阿亞庫喬機場，委內瑞拉

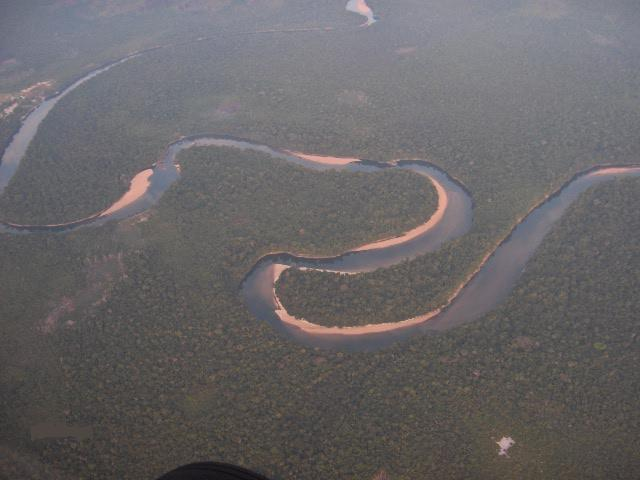
亞馬遜州，委內瑞拉

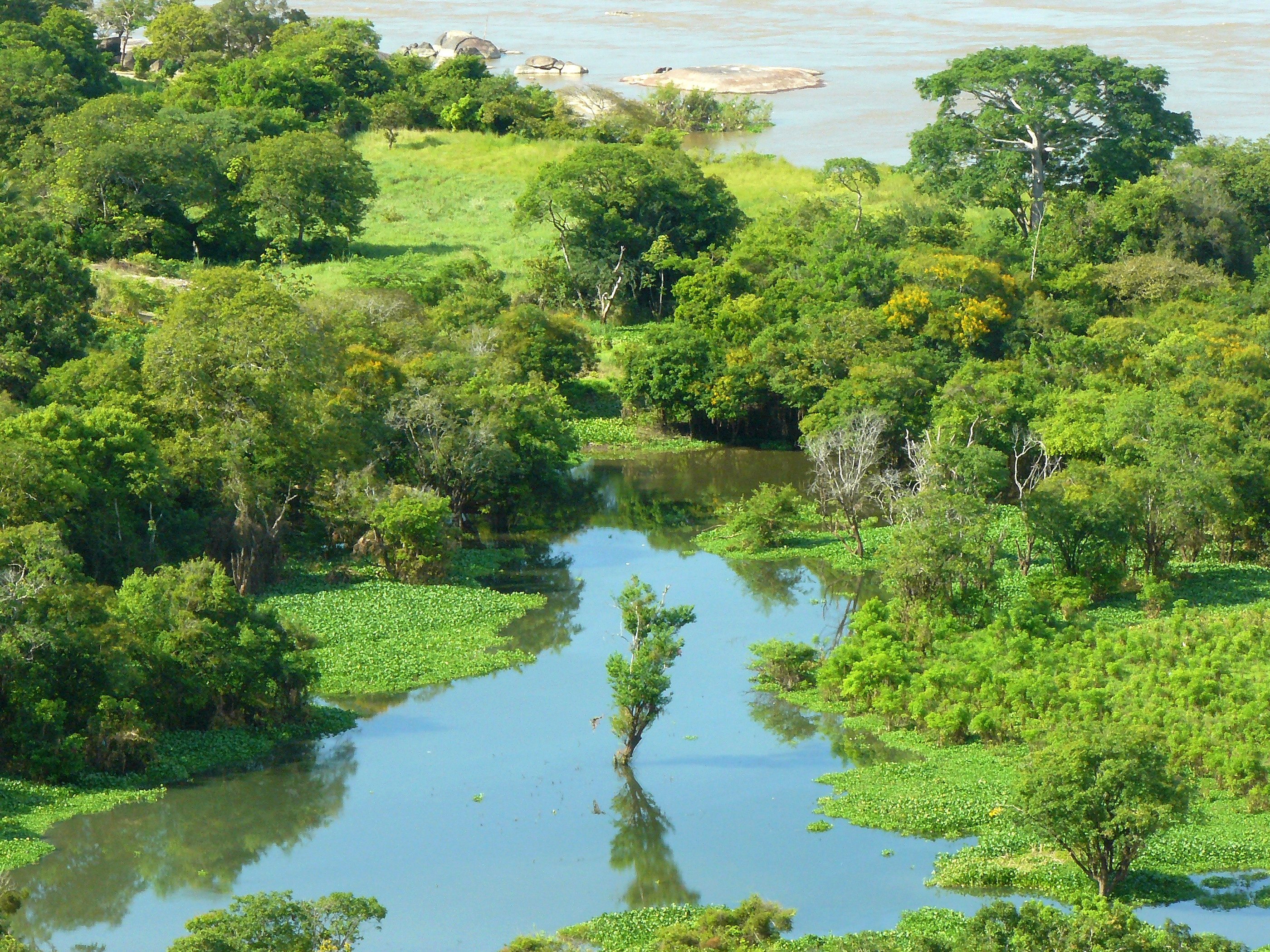
亞馬遜州，委內瑞拉

## 扩展阅读
- 奥里诺科河地图，包括河流三角洲里看得见的群岛和支流，1732 年版 （页面存档备份，存于）

1. ↑  . Encyclopaedia Britannica.   [11 April 2020]. （原始内容存档于2019-03-23）.
2. ↑  . Diccionario Etimológico Español en Línea.   [11 April 2020]. （原始内容存档于2020-08-06）.